# أبو القاسم الكوش الدرعي

أبو القاسم الكوش الدرعي التفنوتي (ت 953 هـ): هو أول من وقف على «حرز الأماني» للشيخ أبي القاسم الشاطبي بفاس. ذكر الشيخ عبد الهادي حميتو في موسوعة: قراءة الإمام نافع عند المغاربة من رواية أبي سعيد ورش ** العدد الخامس والعشرون**، لما تحدث عن أصحاب ابن غازي والرواة عنهم، قال:
-من علماء زمنه وشيوخ الإصلاح والإحسان، ذكره المنجور في مشيخة شيخه أبي محمد عبد الحق بن أحمد المصمودي وذكر وفاته في رمضان سنة 953هـ. وذكره الحضيكي باسم ابي القاسم بن عمر وقال: "نزيل درعة، يعرف عند أهل فاس بـ "الكوش" وبـ "الشيخ". كان بارعا في كثير من العلم والفقه والعربية والحساب والقراءات..

## وقفه
ترجمة شيخه أبي الحسن علي بن عيسى الراشدي:
"نفذ له تدريس " الشاطبية الكبرى" الذي أنشأ تحبيسه الشيخ الفقيه الفرضي الصالح أبو القاسم الكوش الدرعي لنظر الشيخ الإمام أبي الحسن بن هارون، ولم يكن لها وقف قبله". و"هو أول من وقف على "حرز الأماني" للشيخ أبي القاسم الشاطبي بفاس لما جمع شرطه في المسجد بدرعة، فبعث به لشيخه المذكور يشتري به ربعا أو عقارا يحبس على إقرائه، فكتب إليه: قد بلغت البضاعة واشترينا بها عرصة... فعينت لمن قام بالكتاب المذكور...

## تعليمه
«أخذ بفـــاس عن ابن غـــازي والونشريسي، توفي فسنة 953 ودفن بتمجروت بدرعة».